# ザ・中学教師
『ザ・中学教師』（ザ・ちゅうがくきょうし）は、1992年に公開された日本映画。

## 概要
校内暴力や非行などの問題を抱える中学校で、一人の男性教師が冷静さを失わずに指導を行っていく姿を描いた、社会的問題意識を背景にした作品である。
監督の平山秀幸は本作品で日本映画監督協会新人賞を受賞している。
原作は別冊宝島の「ザ･中学教師」シリーズである。独自の管理教育論を展開する、著者の「プロ教師の会」ともども、当時の教育界で話題になったトピックであった。

## キャスト
- 長塚京三（三上周平）
- 藤田朋子（長内純子）
- 金山一彦（米倉達）
- 谷啓（春山幾夫）
- 范文雀（三上清子）
- 風吹ジュン（足立常子）
- 樹木希林（竹田安子）
- 西村政貴（足立明）
- 藤本俊和（原健太）
- 川名浩介（上島昇）
- 島田敦子（中村今日子）
- 渡辺美恵（井出町子）
- 脇田麻衣子（三上祐子）
- 松金よね子（今日子の母）
- 笹野高史（今日子の父）
- でんでん（川崎）
- 酒井敏也（与田）
- 広岡由里子（文子）
- 田根楽子（和江）
- 奥村公延（校長）

## スタッフ
- 原作：プロ教師の会
- プロデュース：山田耕大、吉川恒一
- 脚本：斎藤博
- 監督：平山秀幸
- チーフ助監督：冨樫森
- 音楽：大谷幸
- 製作：メリエス、サントリー
- 配給：アルゴプロジェクト